# Chiesa di San Pietro (Savigliano)
La chiesa parrocchiale di San Pietro Apostolo, più conosciuta come Abbazia di San Pietro, sorge nel borgo vecchio di Savigliano, nell'arcidiocesi di Torino.

## Storia e descrizione
Fondata sulle rovine di un tempio dedicato alla dea Diana, la chiesa ed il monastero vengono fatti risalire al 585, successivamente rovinati dai saraceni nell'XI secolo. Il complesso abbaziale fu ricostruito e rifondato da patrizi saviglianesi e venne abitato dai monaci benedettini che dipesero fino alla fine del XII secolo dalla sacra di San Michele. La chiesa venne costruita in stile romanico a tre navate con direzione Est-Ovest con l'accostamento a Sud del chiostro. Dal 1434 al 1436 il complesso Abbaziale ospitò l'Università.
La chiesa ebbe una prima trasformazione quando nel 1580 i monaci decisero una ristrutturazione dell'edificio avvalendosi dell'architetto Ercole Negri di Sanfront, che consistette di un aggiornamento stilistico e formale della facciata (aggiungendo ad essa un protiro, realizzando i portali laterali adornati di statue in stucco), delle cappelle laterali, del coro e del chiostro, concluso nel 1621. Per realizzare il nuovo apparato ornamentale ci si avvalse di eccellenti artisti quali Cesare Arbasia, Giovanni Angelo Dolce e, più tardi Giovanni Antonio Molineri.
La seconda trasformazione della chiesa fu intrapresa nella seconda metà del Seicento su iniziativa dell'abate Ludovico Guerra. L'intervento fu realizzato dall'architetto e pittore Giovenale Boetto: i pilastri della navata centrale inglobarono le precedenti colonne romaniche e la chiesa ebbe un nuovo, ricco apparato decorativo che Boetto affidò ad artisti estranei all'ambito saviglianese, quali lo stuccatore Giacomo Solaro, il minusiere Bartolomeo Termine e i pittori Bartolomeo Caravoglia e Sebastiano Taricco. Nel 1822 la facciata della chiesa ricevette una nuova veste neoclassica, corrispondente all'attuale.
L’interno è a tre navate concluse da un profondo coro, interrotto all'entrata dall'inserzione di un nuovo, recente altare. In esso si concentrano le più importanti opere d'arte, a partire dall'imponente polittico absidale di Gandolfino da Roreto, del 1510, in fondo al presbiterio. Il resto della decorazione si deve alla fase decorativa secentesca: davanti al coro sono i raffinati stalli del 1630, mentre alle pareti sono due vasti affreschi di Giovanni Antonio Molineri raffiguranti il Martirio di San Paolo ed il Martirio di San Pietro, del 1621. A Pietro Botto è attribuito lo splendido trittico scultoreo del Cristo Crocefisso con la Vergine e San Giovanni, purtroppo attualmente smembrato, poiché il Crocifisso è stato spostato presso il suddetto nuovo altare. In chiesa è presente anche un San Gerolamo, opera tarda del Molineri.